# Alfonso Calderón
Alfonso Sergio Calderón Squadritto (21 de novembro de 1930 - Santiago, 8 de agosto de 2009) foi um poeta, romancista, ensaísta e crítico literário chileno. Ele conquistou o Prêmio Nacional de Literatura do Chile em 1998.